# Em
Em este o arie protejată (arie specială de conservare — SAC, sit de importanță comunitară — SCI) din Suedia întinsă pe o suprafață de 38,9 ha, integral pe uscat.

## Localizare
Centrul sitului Em este situat la coordonatele 57°07′48″N 16°29′45″E / 57.1301°N 16.4959°E.

## Înființare
Situl Em a fost declarat sit de importanță comunitară în iunie 1996 pentru a proteja 1 specie de plante și 3 specii de animale. Situl a fost protejat și ca arie specială de conservare în martie 2011.

## Biodiversitate
Situată în ecoregiunile boreală și marină baltică, aria protejată conține 1 habitat natural: Pășuni din zone de pădure fino-scandinave.
La baza desemnării sitului se află mai multe specii protejate:
- plante (1): Dichelyma capillaceum
- mamifere (1): vidră de râu (Lutra lutra)
- nevertebrate (2): rădașcă (Lucanus cervus), Osmoderma eremita